# Chronologie des sciences
 (janvier 2024).
Une chronologie des sciences résume les découvertes scientifiques, théories et découvertes majeures de l'histoire des sciences. La liste ci-dessous indique la date de publication des découvertes ainsi que le nom du découvreur. Dans de nombreux cas, les découvertes ont duré plusieurs années.
La mise au point d’une frise chronologique en histoire des sciences se heurte à deux écueils :
- le choix d’une date et d’un savant pour une découverte, sans être arbitraire, est souvent conventionnel (et donne souvent lieu à une controverse) ;
- ce type de présentation donne l’impression d’un progrès cumulatif et continu des sciences.

## Préhistoire et protohistoire
Les hommes de la préhistoire ont développé de nombreuses techniques, depuis le silex taillé jusqu'à l'écriture en passant par le feu et l'agriculture. Ils ont également porté un certain regard sur le monde qui les entourait, comme le montrent les traces d'activités religieuses. Mais rien ne montre qu'ils aient eu la moindre activité d'ordre scientifique jusqu'à des périodes très tardives. On note toutefois des traces de trépanations cicatrisées sur des crânes d'hommes préhistoriques. Ces traces découvertes par Broca laissent penser qu'il y a eu des prémices d'activités scientifiques et une idée d'une action du cerveau sur le comportement.
Ce n'est qu'au paléolithique supérieur que l'on peut commencer à observer l'émergence de quelques embryons d'activité scientifique, avec les débuts des mathématiques et de l'astronomie.[réf. nécessaire]
Mais ce n'est vraiment qu'au néolithique puis au chalcolithique que se développent réellement ces activités, en particulier chez les égyptiens ou les babyloniens, sans toutefois que l'on puisse les qualifier réellement de science.

## Antiquité
De très nombreux caractères émergent de l'antiquité, dont l'apport à la science est incontestable. Parmi les plus importants, on peut citer :
- vers - 600 : Thalès auteur des premiers pas de la géométrie ;
- vers - 400 : Hippocrate, assure la rupture de la médecine d'avec la magie du début de la science, fonde la théorie des humeurs ;
- vers - 300 : Aristote, philosophe et disciple de Platon, a abordé les domaines de connaissances de biologie, physique, métaphysique, logique, poétique, politique, rhétorique. Il deviendra l'un des penseurs les plus influents du monde occidental.
- vers - 300 : Euclide rassemble les éléments de géométrie. Il pose les fondements de la géométrie. Il établit le modèle de la rigueur scientifique ;
- vers - 250 : Archimède découvre l'hydrostatique et met en avant les propriétés des leviers ;
- vers - 250 : Aristarque de Samos propose le premier modèle héliocentrique du système solaire ;
- vers - 240 : Ératosthène mesure le périmètre de la terre ;
- vers - 127 : Hipparque élabore le premier catalogue astronomique (650 étoiles) ;
- vers 50 ap. J.-C. : Pline l'Ancien initie l'histoire naturelle ;
- vers 50 : Héron d'Alexandrie invente la première machine à vapeur;
- vers 150 : Claude Ptolémée écrit l'Almageste, bible astronomique décrivant le premier système précis de mesure des mouvements des astres. Il est basé sur l'hypothèse géocentrique ; il ne sera remis en cause que par le système de Copernic ;
- vers 200 : Galien introduit nombre de notions importantes de médecine et de pharmacie.
- vers 300: Diophante utilise une forme primitive de symbolisme algébrique.

## IVesiècle
- L'actuel système numérique hindou-arabe avec des chiffres de valeur de position se développe dans l'Inde de l'ère Gupta.

## VIIIesiècle
- Jabir Ibn Hayyan (Geber) : Développement de l'alchimie. Découverte de l'acide chlorhydrique et de l'acide nitrique. Promotion des méthodes de séparation physique (distillation et cristallisation).

## IXesiècle
- 825 Al Kwarizmi : Publication de son abrégé du calcul par la restauration et la comparaison, premier ouvrage d'algèbre.

- L'alcool distillé et l'éthanol isolé par Al-Kindi au IXe siècle à des fins médicales.
- Déodorant : Au IXe siècle, Ziriab invente un déodorant parfumé (?). Abulcasis améliore le concept en donnant une forme proche aux déodorants à bille moderne (?).

- Kérosène : Le savant musulman d'origine persane « Al-Razi » décrit dans la langue codée de son Livre des secrets la distillation du pétrole permettant d'obtenir du kérosène.

### Aviation
- Planeur : en 875, à l'âge de 65 ans Abbas Ibn Firnas se fait confectionner des ailes en bois recouvertes d'un habit de soie qu'il avait garni de plumes de rapaces. Il se lance d'une tour surplombant une vallée, et, même si l'atterrissage est mauvais (il s'est fracturé les deux jambes), il resta dans les airs pendant une dizaine de secondes. Il fut observé par une foule qu'il avait par avance invitée. Il comprit par la suite son erreur : il aurait dû ajouter une queue à son appareil.

## Xesiècle
- vers 975 Gerbert d'Aurillac : introduit en Occident l'astrolabe, un nouveau type d'abaque et peut-être une première fois les chiffres arabes[1]. Il construit pour ses élèves un monocorde et démontre que la division du monocorde est différente de celle des tuyaux d'orgue[2].
- Volant d'inertie : au XIe siècle l'agronome Ibn Bassal décrit dans son livre Kitab al-Filaha le mécanisme du volant d'inertie utilisé pour un moulin à eau, la saqiya.
- Moulin à vent : les premiers moulins à vent apparaissent dès le Ier siècle mais la technique est améliorée au IXe siècle comme le relate le géographe perse Istakhri bien qu'une anecdote implique le second calife Omar ibn al-Khattâb au VIIe siècle. Les moulins à vent servaient à moudre des céréales, broyer, piler, pulvériser diverses substances, presser des drupes ou écraser des olives pour produire de l'huile, ou même pour actionner une pompe, par exemple pour l’irrigation.
- Pansement et plâtre :  Abu al-Qasim a inventé le plâtre moderne et le pansement, procédés qui sont encore utilisés dans les hôpitaux du monde entier. Le recours à des plâtres pour des fractures est devenu une pratique courante pour les médecins arabes, même si cette méthode n'a pas été généralisée en Europe avant le XIXe siècle.
- Scie à os: inventée par Abu al-Qasim.

## XIesiècle
- vers 1020 Alhazen : premier grand traité d'optique depuis l'Antiquité
- Avicenne : Canon de la médecine, première œuvre majeure dans les sciences de la vie depuis Gallien.
- Automate : une des horloges inventées par Ibn Khalaf al-Muradi au XIe siècle en Espagne intègre un « complexe et un ingénieux système qui, au début de chaque heure, actionne une série d'automates, incluant des serpents, femmes et hommes mécaniques qui fonctionnent sur un système basé sur un jeu d'eau, de mercure et de poulies. »
- Humanoïdes mécaniques programmables : Al-Jazari (1136-1206) réalisé le premier robot humanoïde programmable en 1206 qui innove sur les automates non-programmables. Le robot d'Al-Jazari, fabriqué pour les fêtes royales, était au départ un bateau flottant sur un lac et embarquant quatre musiciens automatiques.

## XIIIesiècle
- Premières universités
- Roger Bacon : importance de la méthode expérimentale.
- vers 1290 - Les lunettes sont inventées dans le nord de l'Italie

## XIVesiècle
- Guillaume d'Ockham : séparation des connaissances scientifiques et religieuses. (rasoir d'Ockham)
- Jean Buridan : premières ébauches de théories mécaniques

## XVIesiècle
- 1539 - Vésale : Institutiones anatomicae
- 1543 - Nicolas Copernic : le Soleil est le centre des orbes célestes.
- 1570 -  Tycho Brahe: ses observations astronomiques détaillées.
- 1591 - François Viète : dans l'Isagoge ; première apparition du calcul littéral

## XVIIesiècle
- 1609 - Johannes Kepler : Astronomia nova, énonce les deux premières lois du mouvement des planètes
- 1610 - Galilée : Sidereus nuncius, premières observations astronomiques à la lunette (satellites de Jupiter - cratères de la lune - taches solaires).
- 1614 - John Napier : logarithme
- 1618 - Johannes Kepler : Harmonice Mundi, énonce la troisième loi du mouvement des planètes
- 1628 - William Harvey : circulation sanguine
- 1637 - René Descartes : les 3 essais du Discours de la méthode
- 1642 - Blaise Pascal : machine à calculer
- 1643 - Evangelista Torricelli : baromètre
- 1648 - Blaise Pascal : expérience du puy de Dôme (pression atmosphérique et pesanteur de l’air)
- 1657 - Christian Huygens : horloge à pendule pesant
- 1659 - Robert Boyle : pompe à air
- 1662 - Robert Boyle : loi des gaz parfaits
- 1664 - Isaac Newton : calcul des fluxions
- 1665 - Robert Hooke : Première observation de cellule
- 1668 - Francesco Redi : idée réfutée de génération spontanée
- 1670 - Isaac Newton : théorie corpusculaire de la lumière
- 1672 - Isaac Newton : télescope à miroir parabolique
- 1675 - Gottfried Wilhelm Leibniz : calcul infinitésimal
- 1675 - Antoni van Leeuwenhoek : microscope simple raffiné
- 1676 – Ole Rømer : première mesure de la vitesse de la lumière
- 1687 - Isaac Newton : Philosophiae Naturalis Principia Mathematica. Bases de la mécanique classique.
- 1690 - Christian Huygens : théorie ondulatoire de la lumière
- 1690 - Denis Papin : Cylindre piston à vapeur

## XVIIIesiècle
- 1712 - Thomas Newcomen : machine à vapeur à balancier
- 1714 - Daniel Gabriel Fahrenheit : thermomètre à mercure
- 1742 - Anders Celsius : échelle thermométrique
- de 1749 à 1789 - Buffon : Histoire naturelle
- 1751 - Jean Baptiste le Rond d'Alembert et Denis Diderot : début de l’Encyclopédie
- 1753 - Carl von Linné : nomenclature des espèces vivantes
- 1756 - Joseph Black : « air fixe » (futur dioxyde de carbone)
- 1759 - Jean-Étienne Montucla : Histoire des mathématiques
- 1761 - Johann Heinrich Lambert : irrationalité de pi
- 1766 - Henry Cavendish : « air inflammable » (futur hydrogène)
- 1769 - Joseph Cugnot : Fardier à vapeur
- 1769 - James Watt : brevet sur la machine à vapeur à condenseur séparé
- 1773 - Joseph Priestley ou Carl Wilhelm Scheele : découverte simultanée de l’« air déphlogistiqué » (futur oxygène)
- 1774 - Charles Messier: Catalogue de Messier
- 1776 - John Walsh démontre la nature électrique des décharges produites par l'organe électrique de la torpille, « naissance » de l'électrophysiologie
- 1777 - Antoine Laurent de Lavoisier : composition de l’air
- 1778 - Claude François Jouffroy d'Abbans construit le "Palmipède", premier bateau à rame actionné par une machine à vapeur
- 1781 : William Herschel: la découverte d'Uranus
- 1783 - Claude François Jouffroy d'Abbans construit le "Pyroscaphe", premier bateau à roues à aubes latérales actionnées par une machine à vapeur
- 1783 - Henry Cavendish : synthèse de l’eau
- 1783- Frères Montgolfier:  Montgolfière
- 1787 - Joseph-Louis Lagrange : Mécanique analytique
- 1789 - Antoine Laurent de Lavoisier : Traité élémentaire de chimie (conservation de la masse, bases de la chimie)
- 1795 - création du Système international d'unités (système métrique)
- 1795 - Joseph-Louis Lagrange : Géométrie analytique
- 1796 - Pierre-Simon de Laplace : Exposition du système du monde
- 1796 - Edward Jenner: vaccin contre la variole
- 1796 – Hanaoka Seishū : développe l'anesthésie générale

## XIXesiècle
- 1800 - Georges Cuvier : Leçons d’anatomie comparée
- 1800 - Alessandro Volta : pile électrique
- 1801 - Carl Friedrich Gauss: Disquisitiones Arithmeticae
- 1802 - William Jessop : Premier chemin de fer hippomobile, le Surrey Iron Railway
- 1802 - Richard Trevithick : Premier essai d'une locomotive ferroviaire à vapeur sur la voie ferrée de la mine Coalbrookdale
- 1804 - James Watt : Brevet sur la locomotive à vapeur
- 1807 - Robert Fulton : Première ligne commerciale régulière de bateau à vapeur à roue à aubes entre New York et Albany, sur l'Hudson.
- 1808 - John Dalton : hypothèse atomique
- 1822 - Augustin Fresnel : Théorie ondulatoire de la lumière
- 1822 - Joseph Fourier : Théorie analytique de la chaleur
- 1824 - Sadi Carnot : Réflexions sur la puissance motrice du feu et sur les machines propres à développer cette puissance (deuxième principe de la thermodynamique)
- 1827 - Georg Ohm : loi d'Ohm (Électricité)
- 1828 - Friedrich Wöhler : synthèse de l’urée
- 1830 - Charles Lyell : Principes de géologie
- 1830 - George Stephenson : première ligne ferroviaire à vapeur pour passagers, la Liverpool and Manchester Railway
- 1830 - Évariste Galois : mémoire sur les équations
- 1831 – Michael Faraday : l'induction électromagnétique
- 1832 - Frédéric Sauvage : expérimentation de la propulsion par hélice marine
- 1833 – Anselme Payen isole la première enzyme
- 1837 - Première traversée de l'Atlantique entièrement à la vapeur par le Sirius
- 1837- Nikolaï Ivanovitch Lobatchevski crée la géométrie non euclidienne
- 1838 - Matthias Schleiden : théorie cellulaire des êtres vivants
- 1841 - James Prescott Joule : loi de Joule (électricité)
- 1842 - James Prescott Joule ou Julius Robert von Mayer : conservation de l'énergie (premier principe de la thermodynamique)
- 1842 - Christian Doppler : effet Doppler
- 1846 - Urbain Le Verrier : calcul de la position de Neptune
- 1847 - George Boole : Les Lois de la pensée
- 1848 – Lord Kelvin : zéro absolu
- 1851 - Léon Foucault : pendule de Foucault
- 1854 - Bernhard Riemann : géométrie non euclidienne
- 1855 - Brevet du procédé Bessemer (acier)
- 1859 - Charles Darwin : Origine des espèces
- 1859 - Étienne Lenoir réalise le premier moteur à allumage commandé moteur à deux temps
- 1862 - Alphonse Eugène Beau dit Beau de Rochas, pose la théorie du cycle thermodynamique du moteurs à combustion interne à allumage commandé
- 1864 - James Clerk Maxwell : théorie dynamique du champ électromagnétique
- 1866 - Gregor Mendel publie ses recherches sur l'hérédité : étude de l’hybridation des plantes
- 1866 - Ernst Haeckel identifie les protistes comme n'appartenant ni aux animaux, ni aux végétaux
- 1868 - Zénobe Gramme réalise la première dynamo
- 1869 - Dmitri Mendeleïev : table périodique des éléments
- 1873 - Amédée Bollée commercialise la première véritable automobile à vapeur, L'Obéissante capable de transporter douze personnes à une vitesse de pointe de 40 km/h
- 1876 - Josiah Willard Gibbs: la règle des phases
- 1877 - Ludwig Boltzmann : théorie cinétique des gaz
- 1877 - Brevet du procédé Thomas (acier)
- 1877 - Thomas Edison: phonographe
- 1879 - Joseph Swan et Thomas Edison: ampoule à incandescence
- 1882 - Robert Koch : bacille de la tuberculose
- 1882 - Louis Dumont réalise à Bellegarde-sur-Valserine le premier réseau de distribution électrique à courant continu
- 1883 - Étienne Lenoir réalise le premier moteur à allumage commandé moteur à quatre temps
- 1885 - Louis Pasteur : vaccin contre la rage
- 1887 - Nikola Tesla dépose un brevet sur la machine asynchrone
- 1889 - René Panhard et Émile Levassor installent le moteur à quatre temps de Daimler sur une voiture à quatre places
- 1891 - Nikola Tesla invente l’alternateur triphasé
- 1891 - Mikhaïl Dolivo-Dobrovolski et Oskar von Miller réalisent la première ligne de distribution  triphasée aux environs entre Francfort et Lauffen-sur-le-Neckar
- 1892 - Dmitri Ivanovski : virus
- 1893 - Rudolf Diesel dépose un brevet pour son moteur à combustion interne à allumage spontané
- 1895 - Wilhelm Röntgen : rayons X
- 1895 - Guglielmo Marconi: radiodiffusion
- 1896 - Henri Becquerel : radioactivité
- 1897 : J.J. Thomson: l'électron
- 1898 - Pierre et Marie Curie : découverte du polonium et du radium

## XXesiècle
- 1900 - Max Planck : « quantum d’action » pour expliquer le rayonnement du corps noir
- 1902 - Ernest Rutherford et Frederick Soddy : loi de décroissance radioactive
- 1903 - Premier vol propulsé plus lourd que l'air, soutenu et contrôlé, réalisé par un avion piloté à Kitty Hawk,  par Orville et Wilbur Wright
- 1905 - Albert Einstein : 3 articles fondateurs d’Einstein sur le mouvement brownien, le photon pour expliquer les phénomènes photoélectriques et la relativité restreinte
- 1906 - Walther Nernst : troisième principe de la thermodynamique
- 1909 - Robert Andrews Millikan : détermine la charge d'un électron
- 1909 - Fritz Haber : invente le procédé Haber.
- 1910 - Williamina Fleming: Naine blanche
- 1911 - Ernest Rutherford : preuve de l’existence du noyau atomique
- 1913 - Niels Bohr et Ernest Rutherford : modèle planétaire de l’atome
- 1914 - Frederick Soddy : notion d’isotope
- 1915 - Alfred Wegener : Dérive des continents
- 1915 - Albert Einstein : Relativité générale
- 1918 - Ernest Rutherford : hypothèse du neutron
- 1922 – Frederick Banting et Charles Best : isolement et production d'insuline pour contrôler le diabète
- 1924 - Wolfgang Pauli : principe d’exclusion en mécanique quantique
- 1925 - Erwin Schrödinger : équation de Schrödinger (mécanique quantique)
- 1925 - Cecilia Payne-Gaposchkin: Déterminer la composition solaire
- 1927 - Werner Heisenberg : principe d'incertitude (mécanique quantique)
- 1927 - Georges Lemaître : théorie de l’expansion de l'Univers
- 1928 - Paul Dirac : équation de Dirac (mécanique quantique)
- 1929 - Edwin Hubble : loi de Hubble (expansion de l'univers)
- 1931 - Harold Clayton Urey : découverte du deutérium
- 1931 - Kurt Gödel : théorèmes d'incomplétude (logique)
- 1932 - Ernest Orlando Lawrence : invention du cyclotron
- 1932 - James Chadwick : découverte du neutron
- 1932 - L'électrification de 80 % des communes françaises est achevée
- 1934 - Irène et Frédéric Joliot-Curie : première radioactivité artificielle
- 1936 - Alan Turing : Machine de Turing (Logique, informatique)
- 1938 - Otto Hahn, Lise Meitner et Fritz Strassmann : fission de l’uranium
- 1940 - Frédéric Joliot-Curie, Hans Halban et Lew Kowarski : une réaction en chaîne lors de la fission est possible
- 1942 - Enrico Fermi : pile atomique (uranium-graphite)
- 1945 - bombe atomique
- 1945 - création du Commissariat à l'énergie atomique dirigé par Frédéric Joliot-Curie
- 1947 - découverte du transistor
- 1947 - George Gamow - théorie du Big Bang
- 1952 – Jonas Salk : premier vaccin contre la poliomyélite
- 1953 - Francis Crick, James Watson et Rosalind Franklin : structure en double hélice de l’ADN en biologie moléculaire
- 1964 – Penzias et Wilson: découverte du rayonnement radio associé au fond diffus cosmologique.
- 1965 - Richard Feynman, Schwinger et Tomonaga : électrodynamique quantique
- 1967 - Jocelyn Bell – découverte du premier pulsar
- 1967 - Les satellites de détection des essais nucléaires Vela découvrent le premier sursaut gamma.
- 1968 - Xavier Le Pichon : établit un modèle démontrant la tectonique des plaques
- 1971 - John O'Keefe - découverte les cellules de lieu dans le cerveau.
- 1977 - Frederick Sanger- séquence le premier génome d'ADN d'un organisme en utilisant le séquençage Sanger
- 1980 -  Klaus von Klitzing : découvre l'effet Hall quantique.
- 1983 - Kary Mullis: invente la réaction en chaîne par polymérase.
- 1995-Andrew Wiles prouve le dernier théorème de Fermat
- 1996 – clonage du premier gros mammifère, la brebis Dolly.
- 1998 Supernova Cosmology Project découvre l'Énergie noire.

## XXIesiècle
- 2001 – la carte du génome humain est achevée
- 2003 - Grigori Perelman présente la preuve de la conjecture de Poincaré.
- 2005 - Les cellules de grille dans le cerveau sont découvertes par Edvard Moser et May-Britt Moser.
- 2010 - Les premières cellules bactériennes synthétiques à auto-réplication sont construites.
- 2010 - Le projet sur le génome de Néandertal a présenté des preuves génétiques préliminaires de la possibilité d'un métissage et de la présence d'une petite mais importante portion du mélange de Néandertal dans les populations modernes non africaines.
- 2012 - Le Boson de Higgs est découvert au CERN
- 2012 - Des molécules photoniques (en) sont découvertes au MIT.